# Abborrtjärnen (Lima socken, Dalarna, 677748-135084)
Abborrtjärnen är en sjö i Malung-Sälens kommun i Dalarna och ingår i Dalälvens huvudavrinningsområde.